# Miquel de Rússia (gran duc de Rússia II)
Miquel de Rússia, gran duc de Rússia (Peterhof 1832 - Canes 1909). Gran duc de Rússia de la Casa Romanov amb el tractament d'altesa imperial.
Nascut al Palau de Peterhoff el dia 25 d'octubre de 1832 sent fill del tsar Nicolau I de Rússia i de la princesa Carlota de Prússia. Miquel era net per via paterna del tsar Pau I de Rússia i de la duquessa Sofia de Württemberg, i per via materna del rei Frederic Guillem III de Prússia i de la duquessa Lluïsa de Mecklenburg-Strelitz.
Miquel es casà el 28 d'agost de 1857 a Sant Petersburg amb la princesa Cecília de Baden, filla del gran duc Leopold I de Baden i de la princesa Sofia de Suècia. Cecília era germana dels grans ducs Lluís II de Baden i Frederic I de Baden. La parella s'establí a Sant Petersburg i tingué 

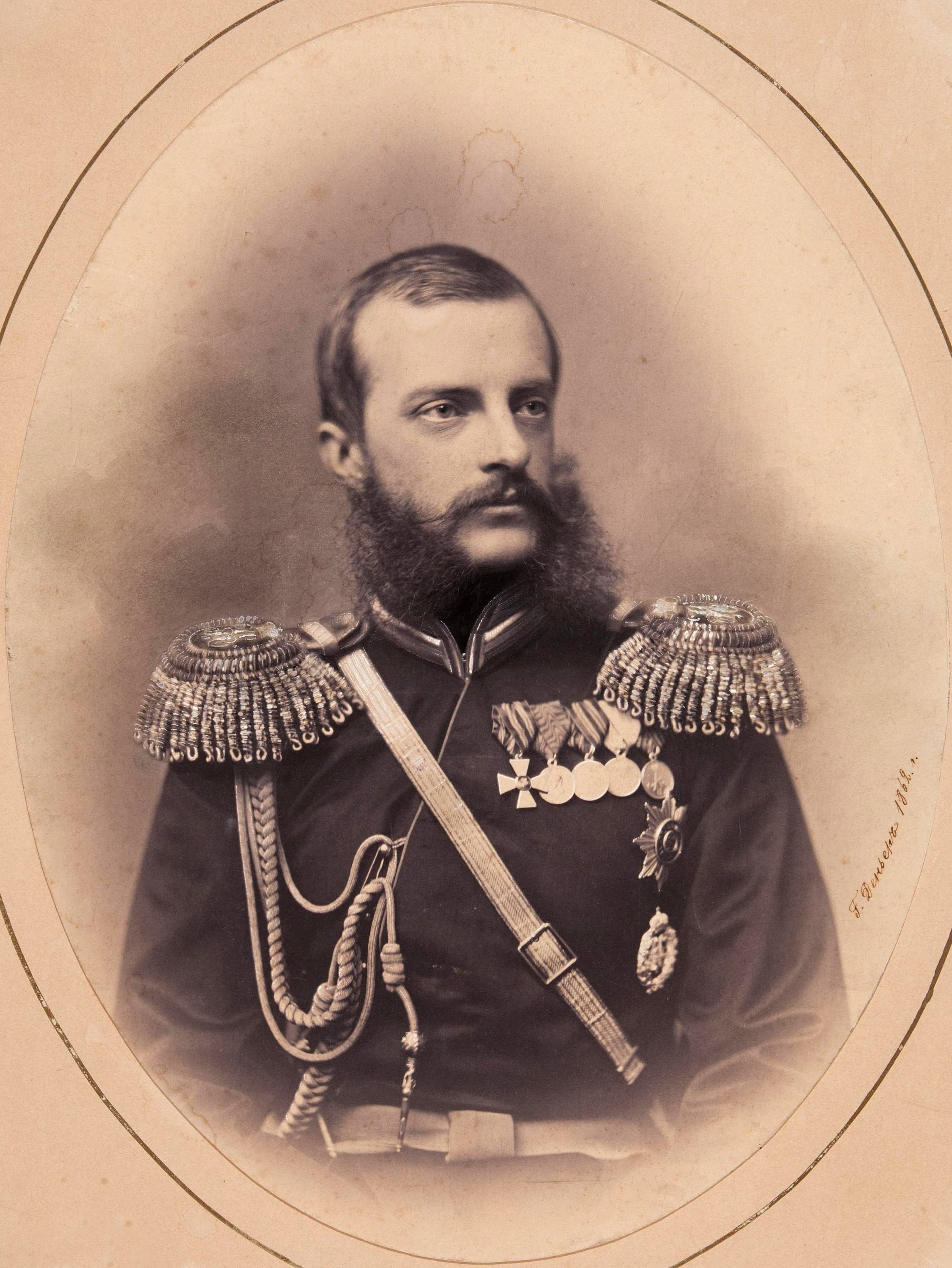
El gran duc Miquel de Rússia

- SAIR el gran duc Nicolau de Rússia (1859-1919), nat a Tsarskoie Selo el 1859 i executat a la Fortalesa de Sant Pere i Sant Pau de Sant Petersburg el 1919.

- SAIR la gran duquessa Anastàsia de Rússia, nada a Peterhof el 1860 i morta a Niça el 1922. Es casà el 1879 a Sant Petersburg amb el gran duc Frederic Francesc III de Mecklenburg-Schwerin.

- SAIR el gran duc Miquel de Rússia, nat el 1861 a Peterhof i mort el 1929 a Londres. Es casà el 1891 a San Remo amb la duquessa Sofia von Merenberg, creada comtessa von Torby.

- SAIR el gran duc Jordi de Rússia, nat el 1863 a Biely-Klioutch el 1863 i executat a la Fortalesa de Sant Pere i de Sant Pau de Sant Petersburg el 1919. Es casà l'any 1900 a Corfú amb la princesa Maria de Grècia.

- SAIR el gran duc Alexandre de Rússia, nat el 1866 a Tiflis i mort el 1933 a Roquebrune (França). Es casà amb la gran duquessa Xènia de Rússia el 1894 a Peterhof.

- SAIR el gran duc Sergi de Rússia, nat a Borjon (Geòrgia) el 1869 i executat a Alapaievsk el 1918.

- SAIR el gran duc Aleix de Rússia, nat a Tiflis el 1875 i mort a San Remo el 1895.

Miquel serví durant molts anys al tsar com a Governador General de les províncies russes de la Transcaucasia. La família Mikhailovitx s'establí a Tiflis, essent d'allà la majoria de records que els seus set fills han guardat de la seva infància.
Al llarg de la seva vida, el gran duc Miquel han vist el govern dels quatre últims tsars de Rússia: el seu pare Nicolau I de Rússia, el seu germà Alexandre II de Rússia, el seu nebot Alexandre III de Rússia i el seu renebot Nicolau II de Rússia.
Miquel morí a la ciutat francesa de Canes el dia 18 de desembre de l'any 1909 essent posteriorment enterrat a Sant Petersburg. La família del gran duc Miquel hagué de patir molt directament la Revolució Russa de 1917, ja que dos fills foren executats a la fortalesa de Sant Pere i Sant Pau de Sant Petersburg i un altre fou executat als boscos d'Alapaievsk.